# Galuchat

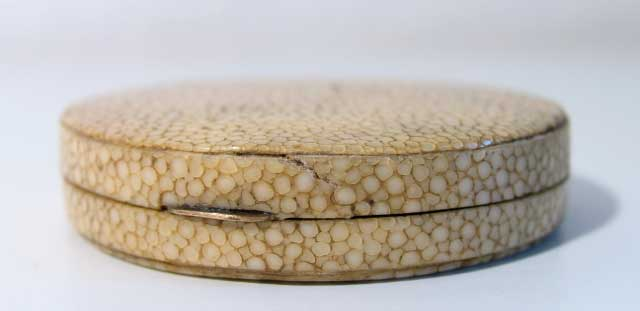
Una scatola in galuchat

Il Galuchat è la pelle, conciata, di squalo Scyliorhinus canicula detto anche gattuccio o di razza Pastinachus sephen. Per via del suo alto costo di produzione è utilizzata per il rivestimento di oggetti di prestigio. La pelle di Galuchat è un tipo di pelle molto dura e resistente e può durare molto a lungo nel tempo.
Prende il nome dal suo primo utilizzatore, Jean-Claude Galuchat un artigiano francese morto nel 1774 che era a servizio di re Luigi XV.